# Amaranthe (band)
Amaranthe is een Zweedse melodieuze-deathmetal-, metalcore- en powermetalband.

## Geschiedenis

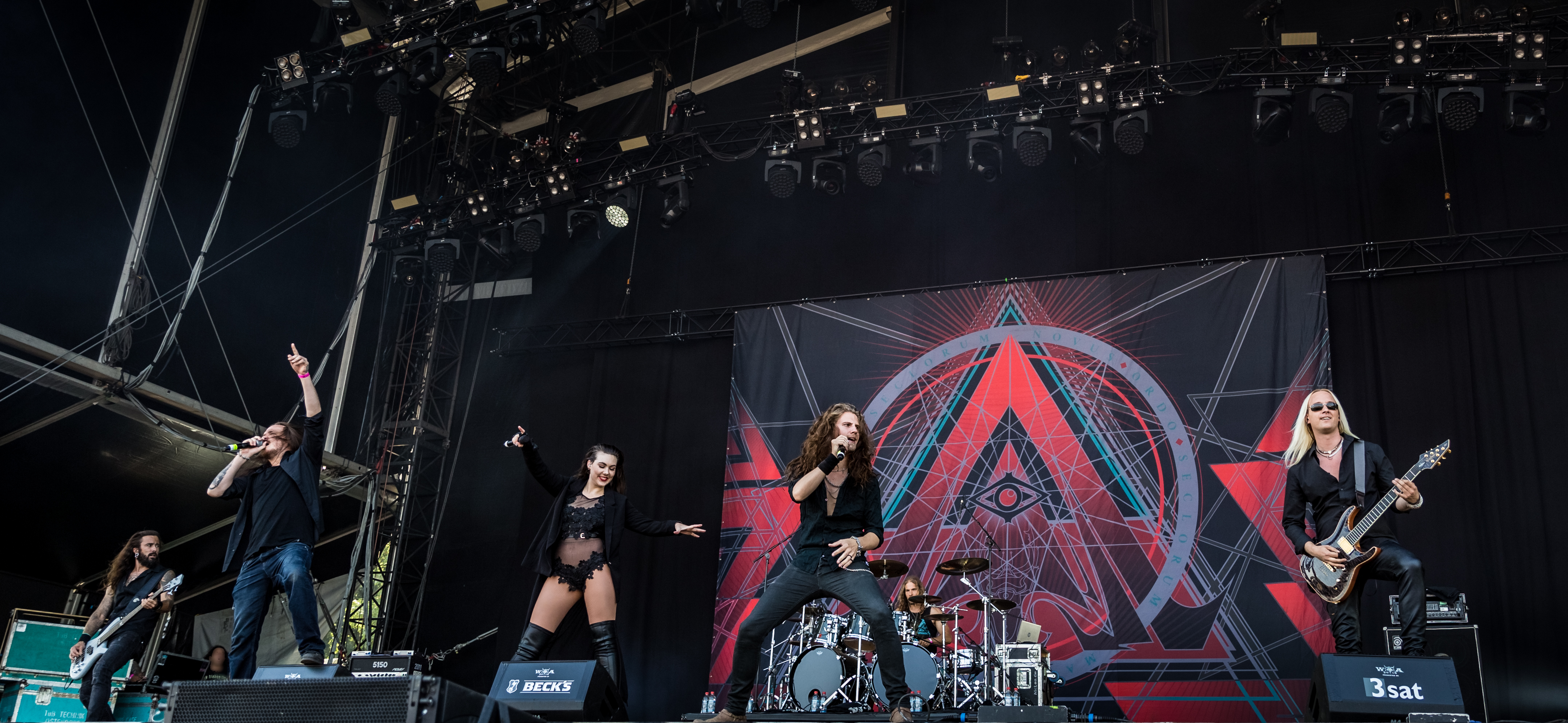
Amaranthe - Wacken Open Air 2018

Het project, gevormd door Jake E (Dreamland, Dream Evil) en Olof Morck (Dragonland, Nightrage), begon vorm aan te nemen toen zangeres Elize Ryd, zanger Andreas Solveström (Cipher System, Within Y) en drummer Morten Løwe Sørensen (The Cleansing, Koldbornzich, Mercenary) bij hen aansloten. Bassist Johan Andreassen (Engel) kwam pas na de fotoshoot van de demo Leave Everything Behind bij de band, maar hij was wel voor de opnames van het eerste album Amaranthe betrokken.
In mei 2009 moest de band, toen nog onder de naam Avalanche, noodgedwongen hun naam veranderen als gevolg van juridische kwesties. Later brachten ze hun eerste demo Leave Everything Behind uit.
Het debuutalbum Amaranthe kwam uit in 2011 en belandde in de Zweedse en Finse charts.  Het album bevat een combinatie van moderne metalcore-achtige breakdowns, harde screams en zware gitaarriffs met stijgende cleane zang en synthesizers, die doen denken aan de moderne metal. De muzikale stijl van Amaranthe wordt omschreven als "een gezonde dosis pop gecombineerd met een zwaar metalcore-geïnspireerde melodieuze death metal sound".
Hun tweede album, The Nexus, werd in maart 2013 uitgebracht.
In oktober 2013 verliet Solveström de band en werd zijn plaats ingenomen door Henrik Englund (Scarpoint).
De bandnaam, die vaak in twijfel werd genomen, is van oorsprong een zeldzame Franse achternaam.
Hun derde album, Massive Addictive, zag op 21 oktober 2014 het levenslicht.
De speciale compilatie Breaking Point - B-sides 2011-2015 is uitgebracht op 30 oktober 2015. Het bestaat uit de beste B-kanten en bonus tracks uit de carrière van Amaranthe.
Hun vierde album, Maximalism, kwam uit op 21 oktober 2016.
Jake E verliet de band in februari 2017, waarop Nils Molin van Dynazty zijn plaats innam.
De band heeft ook een coverversie opgenomen van "Army of the Night", een nummer van de Duitse band Powerwolf, oorspronkelijk afkomstig van het album Blessed & Possessed. Deze speciale Amaranthe-versie verscheen op de "Communio Lupatum" van Powerwolf's nieuwe album The Sacrament of Sin, wat op 20 juli 2018 werd uitgebracht.
Het vijfde album, Helix, kwam uit op 19 oktober 2018.
Voor "INVICTUS", een speciale aflevering van de Amerikaanse serie 12 oz. Mouse, schreef de band het eindthemalied.
Op 16 oktober 2019 maakten de bandleden bekend dat ze getekend staan bij Nuclear Blast.
Op 3 januari 2020 bracht de band hun versie uit van het liedje "82nd All the Way", wat oorspronkelijk afkomstig is van Sabaton's album The Great War uit 2019.
Op 13 februari 2020 bracht de band de single "Do or Die" uit, met de voormalige Arch Enemy-zangeres Angela Gossow op grunts en Arch Enemy-gitarist Jeff Loomis op de gitaarsolo. De officiële muziekvideo, die in Spanje werd opgenomen, werd de volgende dag uitgebracht. In de beschrijving van de videoclip liet het label van de band (Nuclear Blast) weten dat hun zesde studioalbum in september 2020 zou verschijnen.
Op 5 maart 2020 bracht de band de videoclip uit voor "Endlessly", oorspronkelijk van het album Maximalism. De video is geregisseerd, gefilmd en bewerkt door Duminciuc Bogdan en is eigenlijk de documentatie van de Transsylvaanse bruiloft tussen gitarist Olof Mörck en zijn vrouw Catalina Popa (de fluitiste van de Duitse symfonische metalband Haggard), die plaatsvond op 19 juli 2019 in Sungarden, Cluj-Napoca, Roemenië.
Op 26 juni 2020 kondigde de band aan dat hun zesde studioalbum, getiteld Manifest, op 2 oktober 2020 uitkomt. De eerste single "Viral" kwam uit op 26 juni 2020, gevolgd door de tweede single, "Strong", op 14 augustus 2020 en "Archangel" als de derde single op 18 september 2020. Het album bevat ook een speciale versie van "Do or Die", waarop de stukken van Ryd werden gedaan door Molin en de stukken van Gossow door Englund. De gitaarsolo van Loomis zit ook hierbij inbegrepen.
In december 2021 bracht Amaranthe een single uit genaamd "PvP". De track is geschreven als het officiële volkslied voor het Zweedse E-sports-wereldbekerteam tijdens het E-Sports-wereldkampioenschap. De single ging vergezeld van een videoclip en een browsergame, gehost op de website van de band.
Op 8 juni 2022 kondigde Wilhelmsson zijn vertrek uit de band aan, waarbij hij zei dat hij meer tijd met zijn gezin wilde doorbrengen en in de loop der jaren een hekel begon te krijgen aan toeren. Hij zei ook dat hij van plan was om in de nabije toekomst solomateriaal uit te brengen. De band kondigde aan dat ze zouden worden vergezeld door twee speciale gasten als zijn vervangers tijdens hun zomershows van dat jaar.
Op 27 juni 2023 bracht Amaranthe de video uit voor hun nieuwe single "Damnation Flame", waarin ze de identiteit onthulden van hun nieuwe zanger, Mikael Sehlin (die ook bij de Zweedse band Engel zit). De band kondigde later hun zevende studioalbum aan, The Catalyst, dat op 23 februari 2024 zal verschijnen, inclusief de gelijknamige single.

## Bezetting

### Vaste leden
- Elize Ryd - zang (2008-heden)
- Olof Mörck - gitaar & toetsen (2008-heden), basgitaar (2008-2009)
- Morten Løwe Sørensen - drums (2008-heden)
- Johan Andreassen - basgitaar (2009-heden)
- Nils Molin - zang (2017-heden)
- Mikael Sehlin - zang (2023-heden)

### Ex-leden
- Andreas Solveström - zang (2008-2013), slaggitaar in de video van Burn With Me (2013)
- Jake E - zang (2008-2017)
- Henrik "G6" Englund Wilhelmsson - zang (2013-2022)

### Gastleden
- Antony Hämäläinen (Nightrage) - zang, live bij Progpower (14 september 2012)
- Richard Sjunnesson (The Unguided, ex-Sonic Syndicate) – zang, live (november–december 2011, 2022-heden)

## Discografie

### Studioalbums
- Amaranthe (2011)
- The Nexus (2013)
- Massive Addictive (2014)
- Maximalism (2016)
- Helix (2018)
- Manifest (2020)
- The Catalyst (2024)

### Singles
- Hunger (2011)
- Rain (2011)
- Amaranthine (2011)
- 1.000.000 Lightyears (2012)
- The Nexus (2013)
- Burn With Me (2013)
- Invincible (2013)
- Drop Dead Cynical (2014)
- Dynamite (2014)
- Trinity (2014)
- Digital World (2015)
- That Song (2016)
- Fury (2016)
- Boomerang (2017)
- Maximize (2017)
- 365 (2018)
- Countdown (2018)
- Inferno (2018)
- Dream (2019)
- Helix (2019)
- GG6 (2019)
- 82nd All the Way (Sabaton cover) (2020)
- Do or Die (met Angela Gossow en Jeff Loomis) (2020)
- Viral (2020)
- Strong (met Noora Louhimo van Battle Beast) (2020)
- Archangel (2020)
- Fearless (2020)
- BOOM!1 (2020)
- PvP (2021)
- Find Life (2022)
- Damnation Flame (2023)
- Insatiable (2023)
- Outer Dimensions (2023)
- Re-Vision (2024)[10]
- The Catalyst (2024)

### Demo's
- Leave Everything Behind (2009)

### Compilaties
- Breaking Point - B-sides 2011-2015 (2015)

## Trivia
- Drummer Morten Løwe Sørensen is tevens drummer in metalband The Dark Side of the Moon.